# Alexandre Laissac
Pour les articles homonymes, voir Laissac (homonymie).
Laurent Alexandre Laissac, né à Olargues le 7 novembre 1834 et mort à Montpellier le 7 janvier 1913, est un homme politique français, conseiller général de l'Hérault et maire de Montpellier.

## Biographie

### Famille
Alexandre Laissac est le fils de Laurent Laissac, boulanger d'Olargues, et de Rose Sophie Berbié. Il part vivre chez son oncle Gustave Laissac (1809-1858), procureur général près la cour d'appel de Montpellier. Il se marie à Montpellier le 27 avril 1865 avec Joséphine Olympe Denise Laissac, fille de Gustave. Le couple a cinq enfants : Joséphine Rose Marie Noélie (née le 24 décembre 1867), Laure Amélie Gabrielle (née le 4 août 1870), Joséphine Rose Laure (née le 22 septembre 1871), Augustine Laure Claire (née le 27 juillet 1890) et Marcel Alexandre Joseph (né le 3 novembre 1877).

### L'homme politique
Alexandre Laissac appartient au courant de la Libre-pensée. Il fait partie du groupe Libre-pensée Victor Hugo de Montpellier. Il a beaucoup œuvré au développement de l'enseignement laïque. Aux différentes élections, il se présente sous la bannière des Républicains modérés. Il prend position contre le cléricalisme, interdisant par exemple les processions dans les rues de Montpellier dans un arrêté du 20 mai 1880. Il évite cependant les conflits ouverts avec l'évêque de Montpellier, Monseigneur de Cabrières.

#### Conseiller général de l'Hérault
Alexandre Laissac est élu le 1er août 1880 conseiller général du canton d'Olargues succédant à M. Bas de Cesso, avant de devenir vice-président du conseil général de l'Hérault le 18 août 1884, puis président le 10 août 1895.

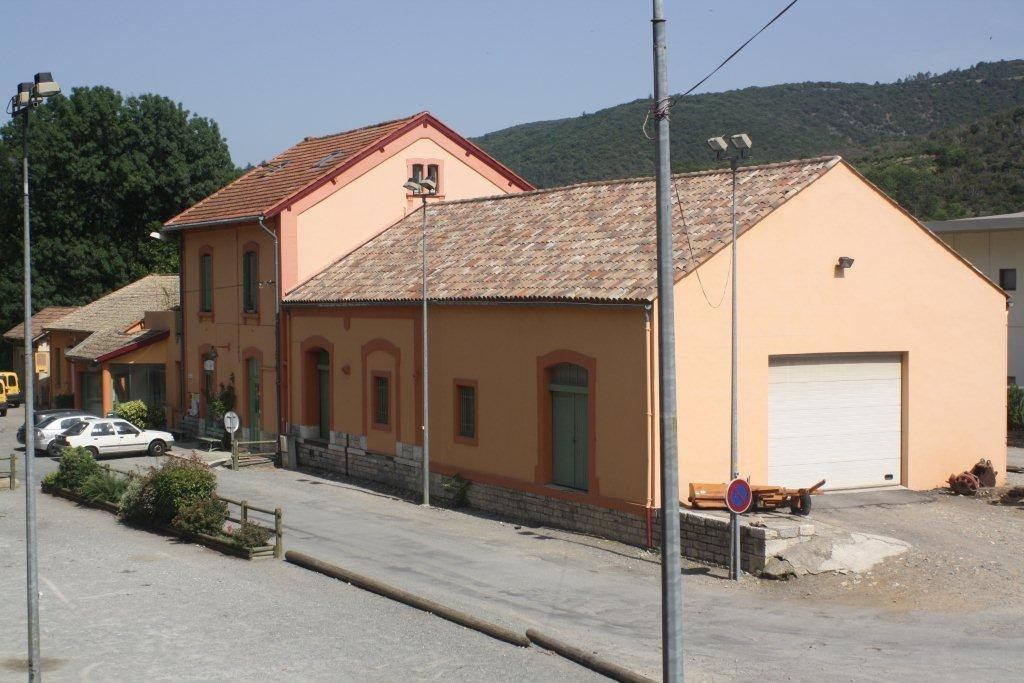
La gare d'Olargues.

Alexandre Laissac soutient la construction par la Compagnie du Midi de la ligne de chemin de fer reliant Bédarieux à Mazamet.
Le tronçon Bédarieux - Saint-Pons est ouvert le 10 novembre 1889 avec des gares à Hérépian, Lamalou-les-Bains, Colombières-sur-Orb, Mons, Olargues, Saint-Étienne-d'Albagnan, Prémian, Riols, Saint-Pons-de-Thomières.
Sous l'impulsion d'Alexandre Laissac, le chemin reliant Olargues à Fraisse-sur-Agout par le col de Fonfroide est transformé en route carrossable.

#### Maire de Montpellier
Alexandre Laissac est nommé membre de la Commission provisoire de Montpellier le 14 septembre 1870. Le 30 avril 1871, il est élu conseiller municipal de la ville. Il retrouve ce mandat à chaque nouvelle élection jusqu'en 1910. Il occupe le poste de 2e adjoint au maire le 5 juin 1871, puis de 1er adjoint le 14 mai 1876.
Il est nommé maire de Montpellier d'abord par décret présidentiel du 5 février 1878 succédant à Léon Coste, maire nommé le 27 janvier 1881, avant d'être élu le 18 mai 1884 et réélu le 20 mai 1888. Il a été élu maire à nouveau du 17 mai 1896 jusqu'en 1897.

#### Université
L'enseignement du droit avait été supprimé à Montpellier à la Révolution. Alexandre Laissac intervient auprès du ministre de l'instruction publique. Par décret du 28 novembre 1878, l'école de Droit est rétablie. La municipalité s'était engagée à prendre en charge le fonctionnement de l'école. Les facultés de droit, de sciences et de lettres s'installent en 1890 dans le bâtiment de l'ancien hôpital Saint-Éloi dans la rue Blanquerie (aujourd'hui de l'Université)

#### École des beaux-arts
Alexandre Laissac fait des démarches auprès des ministères pour que l'école des Beaux Arts devienne École Régionale des Beaux Arts, transformation acceptée en 1882 par un arrêté ministériel. Cela permet à l'école d'obtenir des subventions de l'État.

#### Les arts
Alexandre Laissac s'intéresse aux arts. Il passe des commandes à plusieurs artistes.
Le sculpteur biterrois Jean-Antoine Injalbert a réalisé :
- les Lions, statues à l'entrée du Peyrou en 1883 ;
- les quatre statues du théâtre ;
- le fronton de l'entrée du musée Fabre, place de la Comédie ;
- le fronton de l'hôpital Saint-Éloi.

Auguste Sébastien Baussan, professeur de dessin et de sculpture à l'école régionale des beaux-arts entre 1867 et 1904, est chargé de décorer le théâtre.
Le Paradis perdu, œuvre du sculpteur Jacques-Augustin Dieudonné, est érigée au Peyrou en 1882. Elle se trouve aujourd'hui au Plan de l'Université.

#### Lycée Georges-Clemenceau
Il n'y avait à Montpellier que des établissements religieux pour l'enseignement des jeunes filles. Une loi ayant été votée le 21 décembre 1880 sur la création de lycées de filles, Alexandre Laissac saisit l'occasion pour créer le lycée Clemenceau premier lycée de jeunes filles en France. Cet établissement ouvre ses portes le 11 octobre 1881 à 73 élèves. La ville fait construire avenue de Toulouse un établissement moderne qui sera inauguré en 1890 par le président de la République Sadi Carnot.

#### Hôtel de l'association des étudiants

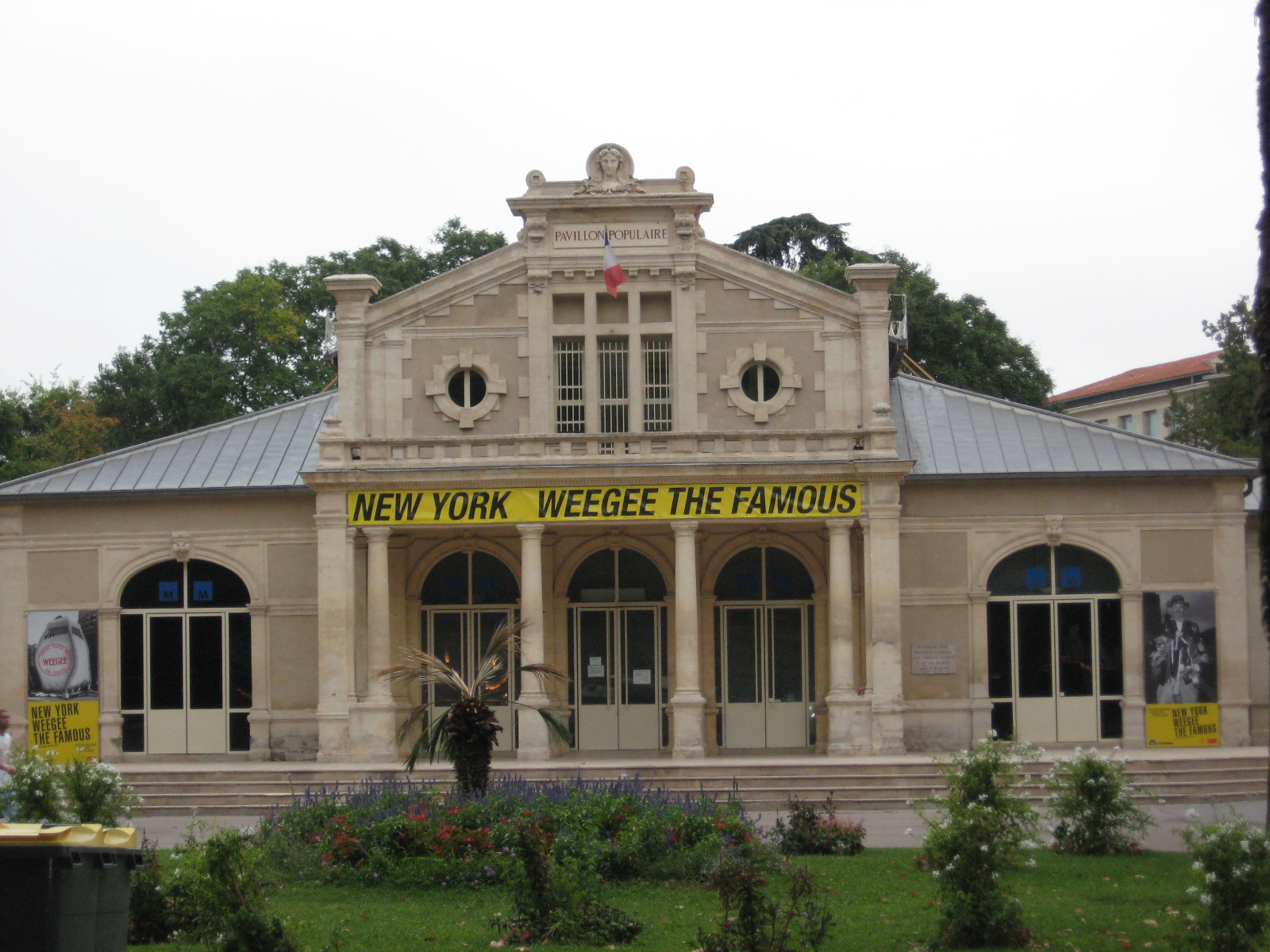
Le Pavillon Populaire à Montpellier.

En 1890, est construit sur l'Esplanade l'hôtel de l'Association des étudiants, qui est aujourd'hui le Pavillon Populaire.

#### L'Opéra Comédie

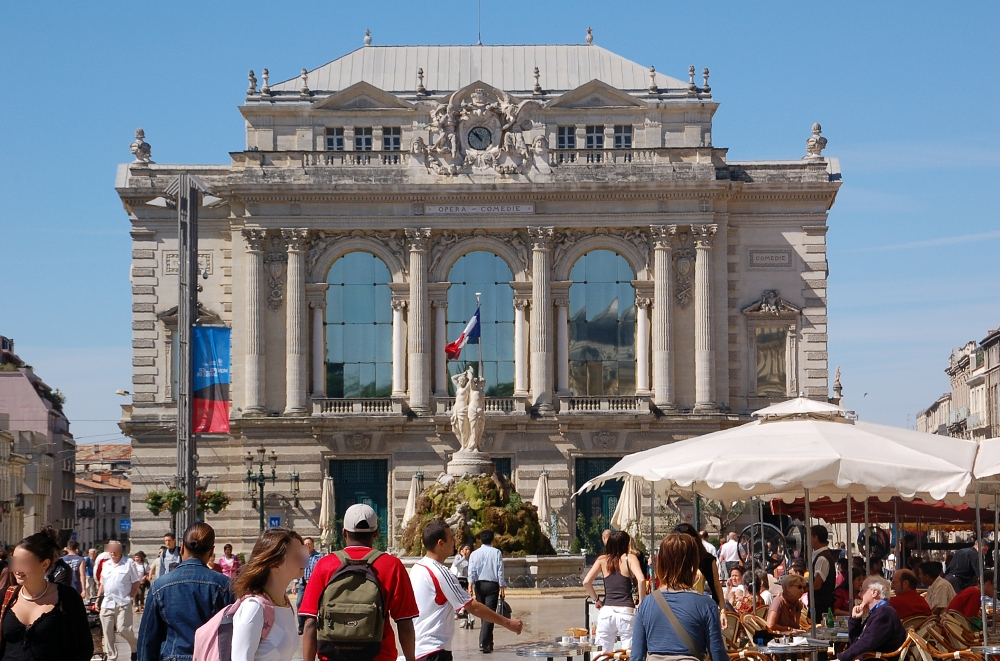
L'Opéra Comédie à Montpellier.

Après l'incendie du théâtre de Montpellier, le 6 avril 1881, la construction d'un nouveau théâtre est décidée le 24 mai 1881. Le jury dont faisait partie Charles Garnier, choisit le projet Joseph Marie Cassien-Bernard, un élève de Garnier. Le chantier commence en 1883. Par suite de désaccords, la fin de la construction est confiée à Arthur Sassua. L'inauguration aura lieu le 1er octobre 1888 avec une représentation des Huguenots de Meyerbeer.

#### Halles Laissac
Le conseil municipal du 10 juillet 1877 décide la création de halles situées boulevard du Jeu de Paume. Celles-ci portent aujourd'hui son nom. Construites par les architectes Omer Lazard et Victor Alaus, elles ont été inaugurées le 6 novembre 1880. Ces halles de structure métalliques avaient une forme de polygone à 18 côtés. Elles ont été remplacées en 1966 par un immeuble, qui comprenait un parking et qui en 2016 a lui-même été détruit pour être remplacé par de nouvelles halles inaugurées le 1er décembre 2018 et d’une architecture inspirée de celle des halles originelles.

#### Halles place du Marché aux fleurs
D'autres halles de structure métallique sont construites en 1885 place du Marché aux fleurs. Elles disparaîtront en 1898.

#### Hôpital Saint-Éloi
Depuis le XVIe siècle, l'hôpital était installé dans la rue de l'Université. En 1879 est décidée la construction d'un nouvel hôpital, avec des aménagements et une architecture moderne. Bien qu'encore inachevé, l'hôpital a été inauguré le 24 mai 1890 par le président de la République Sadi Carnot.

#### Rue Foch

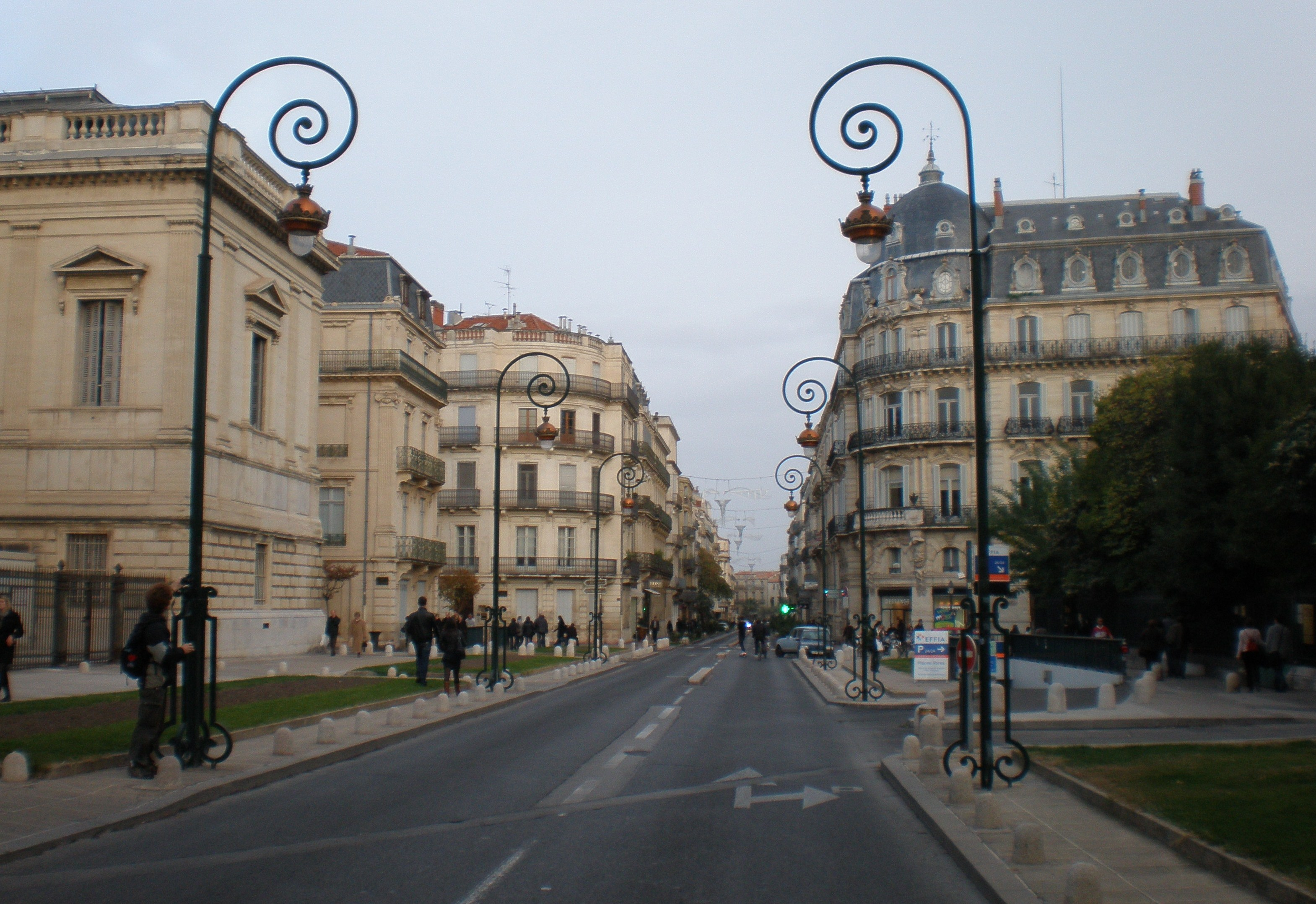
La rue Foch à Montpellier.

Alexandre Laissac a repris le projet de son prédécesseur David-Jules Pagézy et décidé le percement de la rue nationale aujourd'hui rue Foch. Les travaux ont commencé en 1878. Devant la préfecture sont réalisés un square avec une fontaine.

## Distinctions
Alexandre Laissac est nommé chevalier de la Légion d'honneur le 10 juillet 1885, puis promu au grade d'officier de cet ordre le 24 mai 1890.

## Hommages
Olargues lui a rendu hommage en inaugurant le 24 mai 1920 un monument à son effigie dédié à sa mémoire sculpté par Jean Magrou (1869-1945) sur la place qui porte également son nom. Plus récemment, en 2003, le nouveau collège d'Olargues, construit à côté du stade de Coulayro, a été baptisé collège Alexandre Laissac.

## Galerie

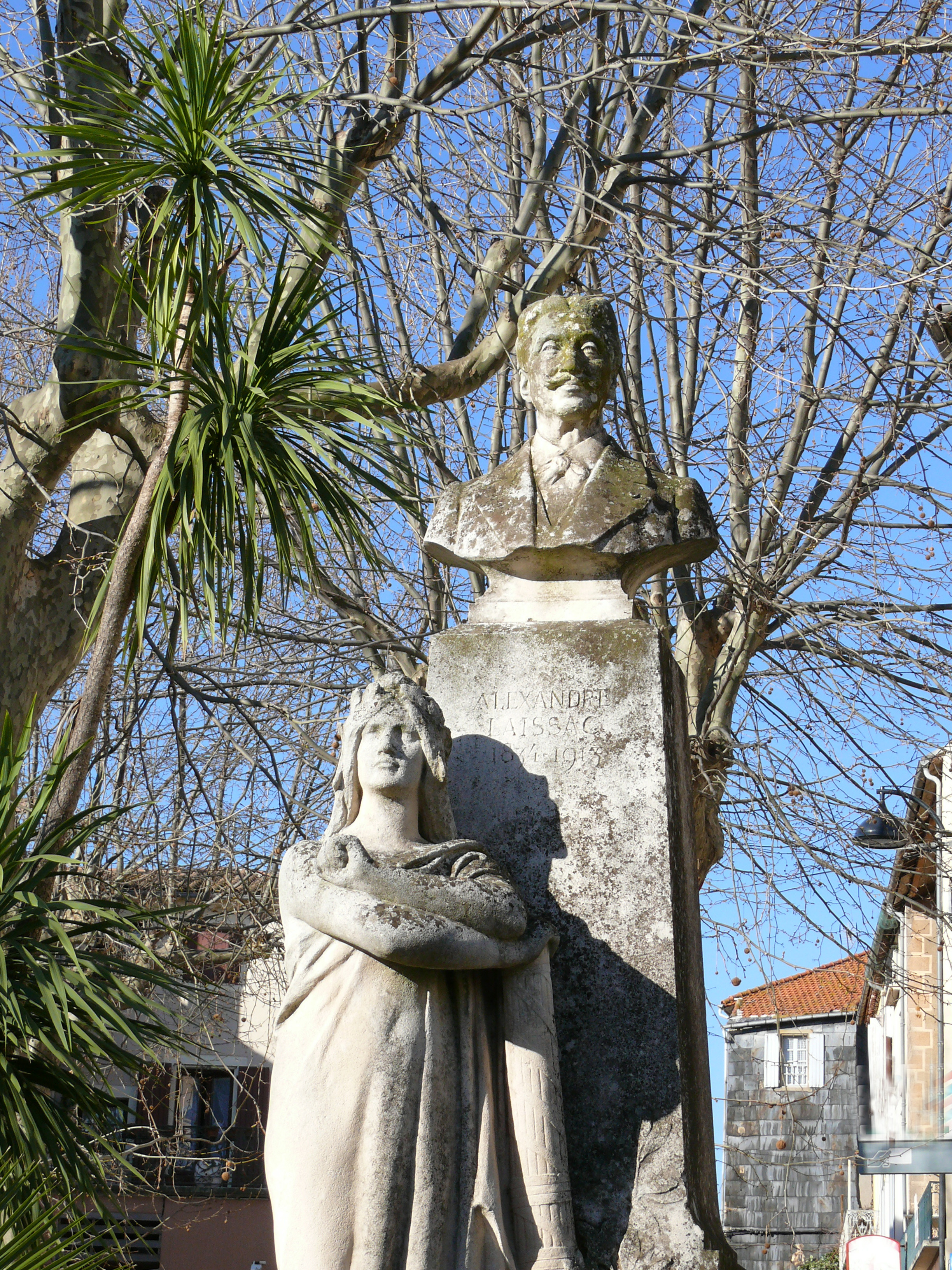
Jean Magrou (1869-1945), Monument à Alexandre Laissac (1920, détail), Olargues.
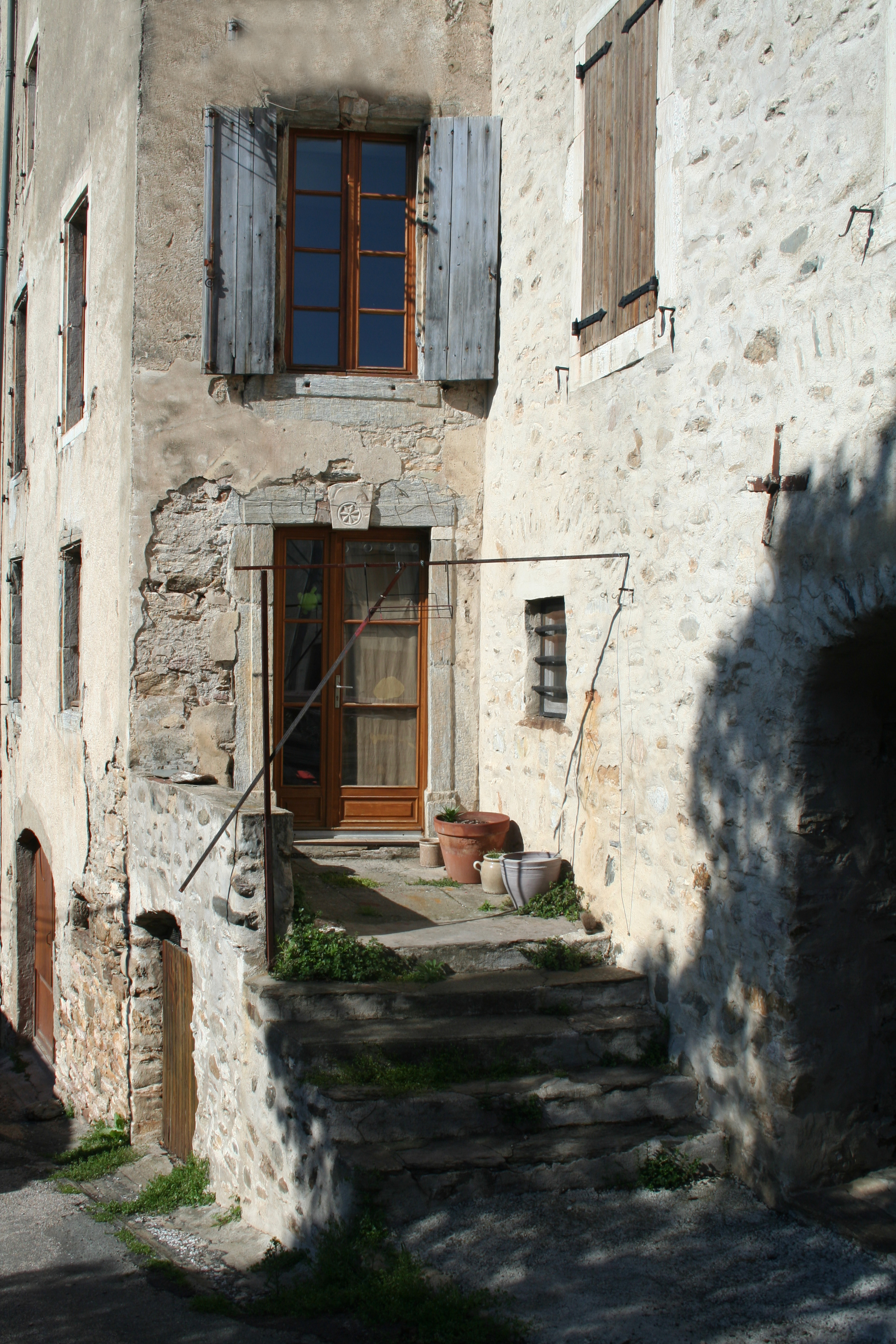
Maison natale à Olargues.
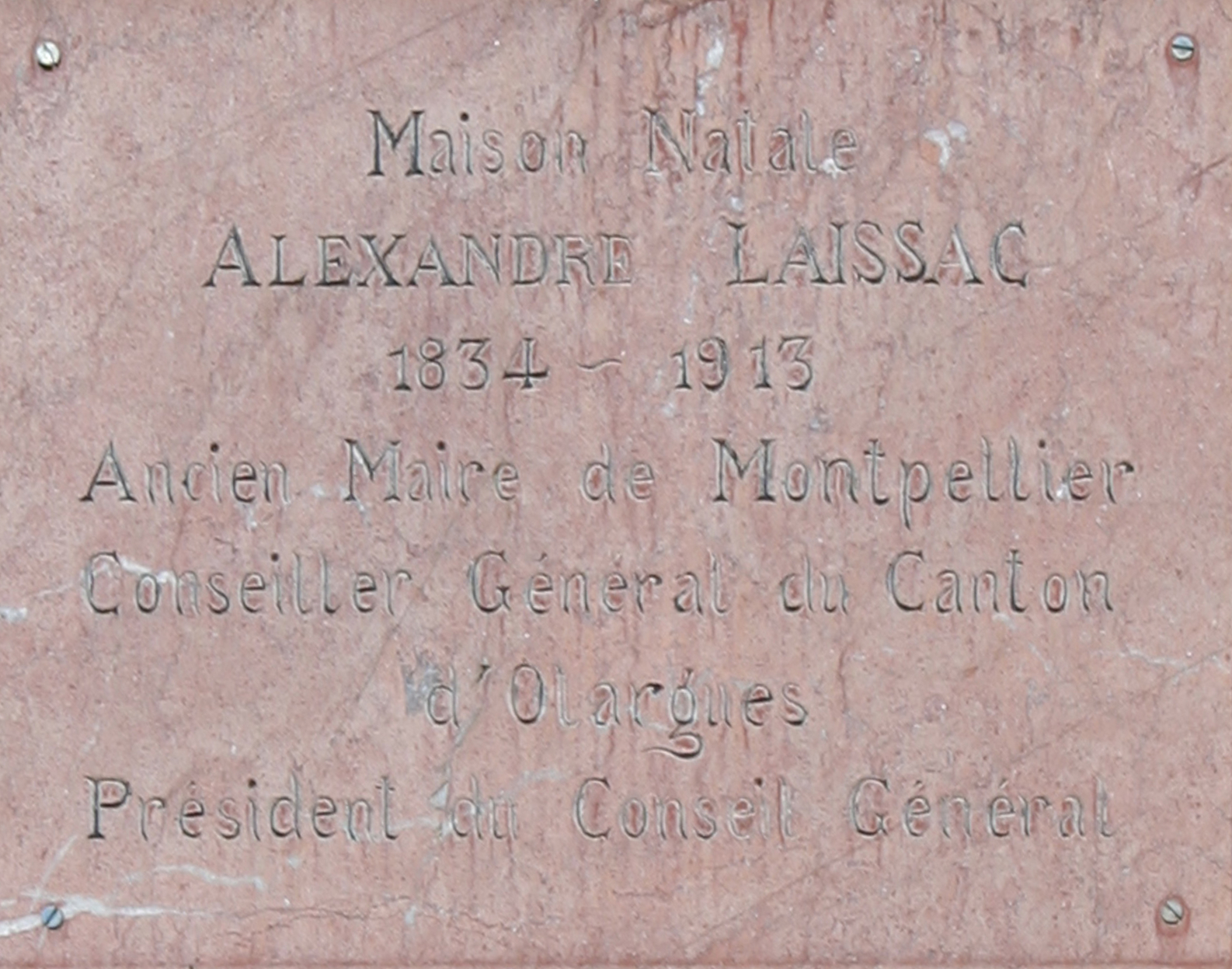
Plaque sur la maison natale à Olargues.
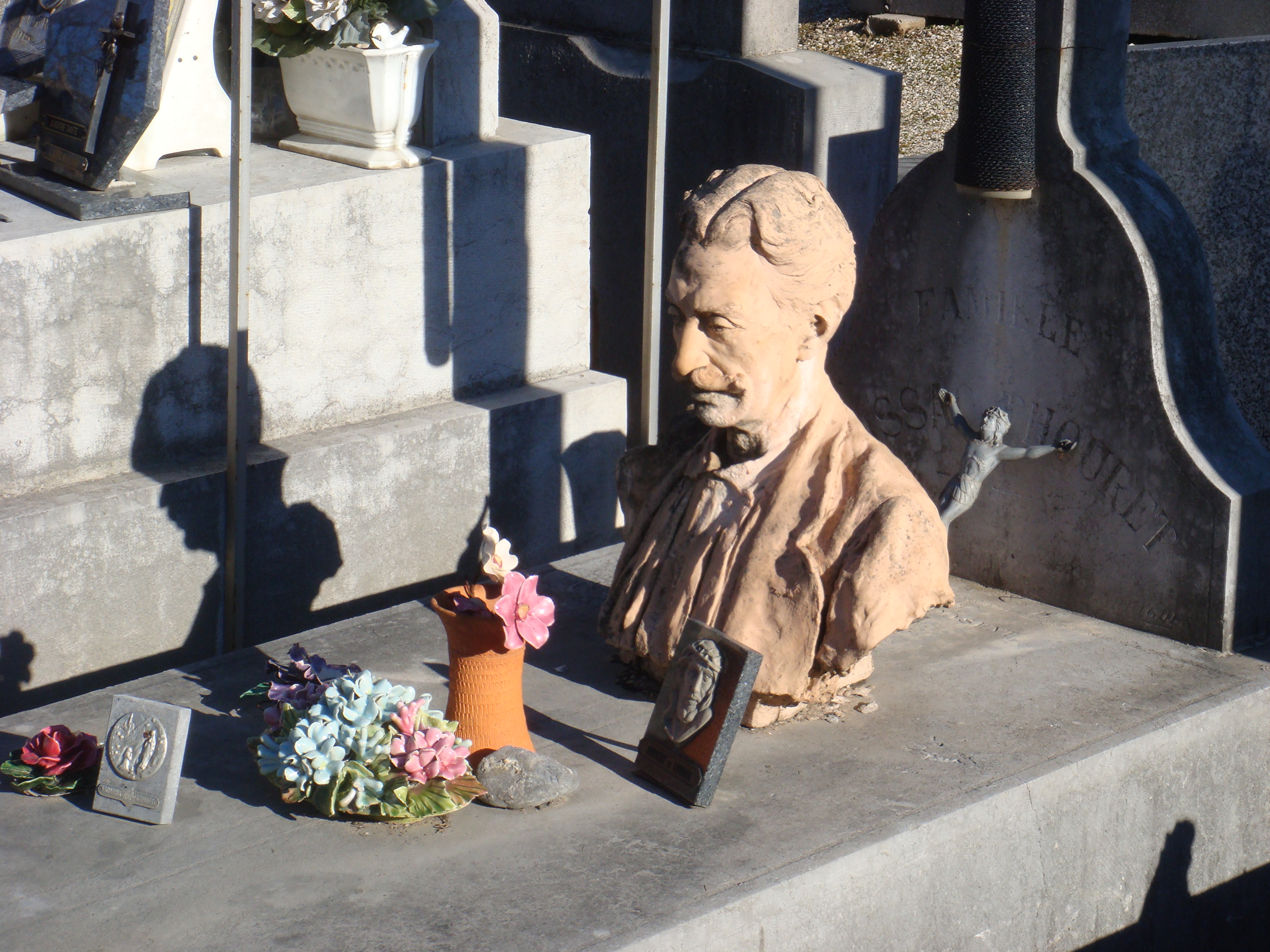
Sépulture d'Alexandre Laissac à Montpellier.